# Giovanni Treccani
Giovanni Treccani degli Alfieri (Montichiari, 3 de enero de 1877 - Milán, 6 de julio de 1961) fue un empresario, editor y mecenas italiano. Fundó junto a Giovanni Gentile el Instituto de la Enciclopedia Italiana (Istituto dell'Enciclopedia Italiana) el 18 de febrero de 1925 en Roma para la publicación de la Enciclopedia Treccani y del Diccionario Biográfico de los Italianos.

## Biografía
Padre del pintor Ernesto Treccani e hijo de un farmacéutico y de una noble de Brescia, Giovanni Treccani emigró a la edad de 17 años a Alemania para trabajar como simple obrero en el taller textil de Krefeld. Algunos años después volvió con un pequeño capital y el suficiente conocimiento tecnológico para aplicarlo a la industria textil italiana, primero como pequeño emprendedor y luego como destacado industrial. 
En los años de la posguerra fue presidente de un gran número de fábricas textiles, tanto de algodón como de lana, entre las cuales se incluyen el Cotonificio Rossi en Schio (1909-1911), la Società anonima manifattura tessuti Candidi (1916), el Cotonificio Valle Ticino en Vittuone y Turbigo, del cual fue también gerente general, y el Lanificio Rossi, también en Schio.
En 1919 donó una considerable suma de dinero a la Academia de los Linces y en 1923 donó al Estado italiano la Biblia de Borso de Este, una obra maestra de la miniatura renacentista, que adquirió por 5 millones de liras en París para evitar que acabara en el extranjero. El volumen se conserva hoy día en la Biblioteca estense de Módena.
En 1924 fue nombrado senador del Reino de Italia; en 1931 constituyó la sociedad Treves-Treccani-Tumminelli que posteriormente pasó a ser el Instituto de la Enciclopedia Italiana (R.D.L. 24 de junio de 1933 n. 669) que se encargó de la publicación de la Enciclopedia homónima. 
Entre 1925 y 1937 fue el responsable de la sección "Industria" de la Enciclopedia, entre 1933 y 1938 fue vicepresidente y desde 1954 fue  presidente honorario. También ocupó, entre otros cargos, los de presidente del "Crédito comercial" (1925-1935) y de Siemens Italia.
En 1937 se le concedió el título de conde y en 1939 recibió el doctorado honoris causa en Filosofía y Letras de la Universidad de Milán, por el gran interés demostrado a lo largo de los años en el campo histórico y cultural con la fundación del Comité lombardo de la Sociedad para la Historia del Risorgimento, de la cual fue presidente entre 1929 y 1938, y de la Asociación de cultura italo-germánica, que también fundó en 1932.
En 1934 fue nombrado presidente de la Sociedad para la publicación de los papiros de la Universidad de Milán y fue también presidente del museo del Teatro de La Scala.
En 1942 creó la Fundación Treccani degli Alfieri, que publicó la Historia de Milán, y en 1960 una fundación para la Historia de Brescia.

## Honores

### Honores italianos
|                         | Caballero del trabajo |
| — 20 de febrero de 1921 |                       |

|                         | Caballero de Gran Cruz de la Orden de la Corona de Italia |
| — 20 de octubre de 1932 |                                                           |

|                            | Caballero de la Orden de los Santos Maurizio y Lázaro |
| — 14 de septiembre de 1939 |                                                       |

### Honores extranjeros
|                           | Caballero de Gran Cruz de la Orden de San Gregorio Magno |
| — 21 de noviembre de 1937 |                                                          |